# Chung kết giải vô địch bóng đá thế giới các câu lạc bộ 2012
Chung kết FIFA Club World Cup 2012 là trận đấu cuối cùng của FIFA Club World Cup 2012, một giải đấu bóng đá được tổ chức tại Nhật Bản. Đây là trận chung kết thứ chín của FIFA Club World Cup, giải đấu do FIFA tổ chức giữa các câu lạc bộ vô địch của sáu liên đoàn châu lục, cũng như đội vô địch quốc gia của nước chủ nhà.
Trận chung kết là cuộc đối đầu giữa nhà vô địch CONMEBOL Corinthians và nhà vô địch UEFA Chelsea, được diễn ra trên Sân vận động quốc tế Yokohama ở Yokohama ngày 16 tháng 12 năm 2012. Corinthians đánh bại Chelsea 1–0 sau một pha đánh đầu của Paolo Guerrero, qua đó giành chức vô địch FIFA Club World Cup lần thứ hai, trước đó được biết đến là FIFA Club World Championship, mười hai năm sau lần đầu tiên vào năm 2000. Trận đấu bắt đầu lúc 19:30 JST và được bắt chính bởi trọng tài người Thổ Nhĩ Kỳ Cüneyt Çakır.
Cả hai câu lạc bộ tham dự sau khi giành chức vô địch giải bóng đá châu lục cấp câu lạc bộ. Corinthians vô địch Copa Libertadores 2012 sau chiến thắng 2–0 trước Boca Juniors trong trận chung kết, trong khi đó Chelsea vô địch UEFA Champions League 2011–12 sau khi đánh bại Bayern München 4–3 trong loạt sút luân lưu, khi để hòa 1–1 trong thời gian thi đấu chính thức. Đây là lần thứ hai Corinthians tham gia giải đấu, tại giải đấu năm 2000, họ giành chức vô địch sau chiến thắng 4–3 trong loạt sút luân lưu trước Vasco da Gama.

## Bối cảnh
Sân vận động quốc tế Yokohama tổ chức trận chung kết FIFA Club World Cup thứ năm, hai năm 2009 và 2010 được diễn ra trên Sâm vận động Sports City Zayed ở Abu Dhabi, Các Tiểu Vương quốc Ả Rập Thống nhất. Đội bóng đến từ Brasil chiếm ưu thế nhất so với các đội bóng Nam Mỹ, với lần đầu tiên năm 2000, khi Corinthians vô địch giải đấu lần đầu tiên, khi đó được gọi là FIFA Club World Championship, nơi họ đánh bại Vasco da Gama 4–3 trong loạt sút luân lưu. Sau đó là São Paulo, họ đánh bại Liverpool 1–0 và Internacional với tỉ số tương tự với Barcelona. Manchester United là đội bóng Anh duy nhất từng vô địch, năm 2008, khi họ đánh bại đội bóng Ecuador LDU Quito 1–0.

## Đường tới chung kết
Cả hai đều được đặc cách vào thẳng bán kết.
| Corinthians                    | Đội       | Chelsea                                                |
| ------------------------------ | --------- | ------------------------------------------------------ |
| CONMEBOL                       | Liên đoàn | UEFA                                                   |
| Vô địch Copa Libertadores 2012 | Tư cách   | Vô địch UEFA Champions League 2011–12                  |
| Miễn                           | Play-off  | Miễn                                                   |
| Miễn                           | Tứ kết    | Miễn                                                   |
| 1–0 Al-Ahly (Guerrero 30')     | Bán kết   | 3–1 Monterrey (Mata 17', Torres 46', Chávez 48' p.l.n) |

### Corinthians
Corinthians vào chung kết sau chiến thắng 1–0 trước Al-Ahly ngày 12 tháng Mười hai. Paolo Guerrero ghi bàn thắng duy nhất sau cú đánh đầu phút 30.

### Chelsea
Chelsea gặp Monterrey ngày 13 tháng 12, thắng 3–1 sau các bàn thắng của Juan Mata, Fernando Torres, và bàn phản lưới của Dárvin Chávez. Aldo de Nigris ghi bàn danh dự cho Monterrey trong thời gian bù giờ.

## Trước trận đấu

### Địa điểm thi đấu
Sân vận động quốc tế Yokohama được lựa chọn là địa điểm thi đấu của FIFA Club World Cup từ 2005. Nơi đây được xây dựng và khánh thành năm 1998, và là sân nhà của Yokohama F. Marinos, đội bóng thi đấu tại J. League, hạng đấu cao nhất của hệ thống giải đấu Nhật Bản. Nơi đây từng năm lần tổ chức chung kết FIFA Club World Championship và Club World Cup, các năm 2005, 2006, 2007 và 2008, cũng như 2011.

### Bóng thi đấu
Trái bóng chính thức của trận chung kết là Adidas Cafusa, được cung cấp bởi công ty thiết bị thể thao Đức Adidas. Nó cũng được sử dụng ở toàn giải đâu cũng như FIFA Confederations Cup 2013.

### Trọng tài
Cüneyt Çakır, đến từ Liên đoàn bóng đá Thổ Nhĩ Kỳ và UEFA, được lựa chọn là trọng tài của trận chung kết. Ông lần đầu là trọng tài quốc tế năm 2006, và lần đầu bắt một trận đấu tại FIFA Club World Cup, trong trận tứ kết đầu tiên giữa Ulsan Hyundai và Monterrey ngày 9 tháng 12 năm 2012. Çakır được trợ lý bởi Bahattin Duran và Tarık Ongun, trong khi trọng tài thứ tư và thứ năm là Alireza Faghani và Hassan Kamranifar, đến từ Liên đoàn bóng đá Iran và là một trong hai đại diện của AFC tại giải đấu, cùng với Nawaf Shukralla của Hiệp hội bóng đá Bahrain.

## Trận đấu

### Chi tiết
| Corinthians  | 1–0      | Chelsea |
| ------------ | -------- | ------- |
| Guerrero 69' | Chi tiết |         |

| Corinthians | Chelsea |

| GK               | 12 | Cássio               |     |       |
| RB               | 2  | Alessandro (c)       |     |       |
| CB               | 3  | Chicão               |     |       |
| CB               | 13 | Paulo André          |     |       |
| LB               | 6  | Fábio Santos         |     |       |
| CM               | 5  | Ralf                 |     |       |
| CM               | 8  | Paulinho             |     |       |
| RW               | 11 | Emerson              |     | 90+1' |
| AM               | 20 | Danilo               |     |       |
| LW               | 23 | Jorge Henrique       | 56' |       |
| CF               | 9  | Paolo Guerrero       |     | 87'   |
| Dự bị:           |    |                      |     |       |
| FW               | 7  | Juan Manuel Martínez |     | 87'   |
| DF               | 4  | Wallace              |     | 90+1' |
| Huấn luyện viên: |    |                      |     |       |
| Tite             |    |                      |     |       |

| GK               | 1  | Petr Čech          |     |     |
| RB               | 2  | Branislav Ivanović |     | 83' |
| CB               | 24 | Gary Cahill        | 90' |     |
| CB               | 4  | David Luiz         | 72' |     |
| LB               | 3  | Ashley Cole        |     |     |
| CM               | 7  | Ramires            |     |     |
| CM               | 8  | Frank Lampard (c)  |     |     |
| RW               | 13 | Victor Moses       |     | 73' |
| AM               | 10 | Juan Mata          |     |     |
| LW               | 17 | Eden Hazard        |     | 87' |
| CF               | 9  | Fernando Torres    |     |     |
| Dự bị:           |    |                    |     |     |
| MF               | 11 | Oscar              |     | 73' |
| DF               | 28 | César Azpilicueta  |     | 83' |
| MF               | 21 | Marko Marin        |     | 87' |
| Huấn luyện viên: |    |                    |     |     |
| Rafael Benítez   |    |                    |     |     |

| Cầu thủ xuất sắc nhất trận đấu Cássio (Corinthians) Trợ lý trọng tài: Bahattin Duran (Thổ Nhĩ Kỳ) Tarık Ongun (Thổ Nhĩ Kỳ) Trọng tài thứ tư: Alireza Faghani (Iran) Trọng tài thứ năm: Hassan Kamranifar (Iran) | Điều lệ - 90 phút. - 30 phút hiệp phụ nếu cần. - Sút luân lưu nếu tỉ số vẫn hòa. - Mười hai cầu thủ dự bị. - Thay tối đa ba người. |

### Thống kê
|                | Corinthians | Chelsea |
| -------------- | ----------- | ------- |
| Bàn thắng      | 0           | 0       |
| Sút            | 5           | 9       |
| Sút trúng gôn  | 1           | 4       |
| Cản phá        | 4           | 1       |
| Kiểm soát bóng | 43%         | 57%     |
| Phạt góc       | 1           | 2       |
| Phạm lỗi       | 10          | 5       |
| Việt vị        | 0           | 1       |
| Thẻ vàng       | 0           | 0       |
| Thẻ đỏ         | 0           | 0       |

|                | Corinthians | Chelsea |
| -------------- | ----------- | ------- |
| Bàn thắng      | 1           | 0       |
| Sút            | 4           | 5       |
| Sút trúng gôn  | 1           | 2       |
| Cản phá        | 2           | 0       |
| Kiểm soát bóng | 46%         | 54%     |
| Phạt góc       | 3           | 1       |
| Phạm lỗi       | 7           | 7       |
| Việt vị        | 1           | 3       |
| Thẻ vàng       | 1           | 1       |
| Thẻ đỏ         | 0           | 1       |

|                | Corinthians | Chelsea |
| -------------- | ----------- | ------- |
| Bàn thắng      | 1           | 0       |
| Sút            | 9           | 14      |
| Sút trúng gôn  | 2           | 6       |
| Cản phá        | 6           | 1       |
| Kiểm soát bóng | 46%         | 54%     |
| Phạt góc       | 4           | 2       |
| Phạm lỗi       | 17          | 12      |
| Việt vị        | 1           | 4       |
| Thẻ vàng       | 1           | 1       |
| Thẻ đỏ         | 0           | 1       |